# Gelophaula
Gelophaula là một chi bướm đêm thuộc phân họ Tortricinae của họ Tortricidae.

## Các loài
- Gelophaula aenea (Butler, 1877)
- Gelophaula aridella Clarke, 1934
- Gelophaula lychnophanes (Meyrick, 1916)
- Gelophaula palliata (Philpott, 1914)
- Gelophaula praecipitalis Meyrick, 1934
- Gelophaula siraea (Meyrick, 1885)
- Gelophaula tributaria (Philpott, 1913)
- Gelophaula trisulca (Meyrick, 1916)
- Gelophaula vana Philpott, 1928